# Pristimantis stictus
Espèce
Pristimantis stictus est une espèce d'amphibiens de la famille des Craugastoridae.

## Répartition
Cette espèce est endémique du département de Caldas en Colombie. Elle se rencontre à Marulanda entre 3 500 et 3 700 m d'altitude dans la cordillère Centrale.

## Publication originale
- González-Durán, 2016 : González-Durán, G. A. 2016. A new small frog species of the genus Pristimantis (Anura: Craugastoridae) from the northern paramos of Colombia. Zootaxa, no 4066(4), p. 421–437.